# 花纹板

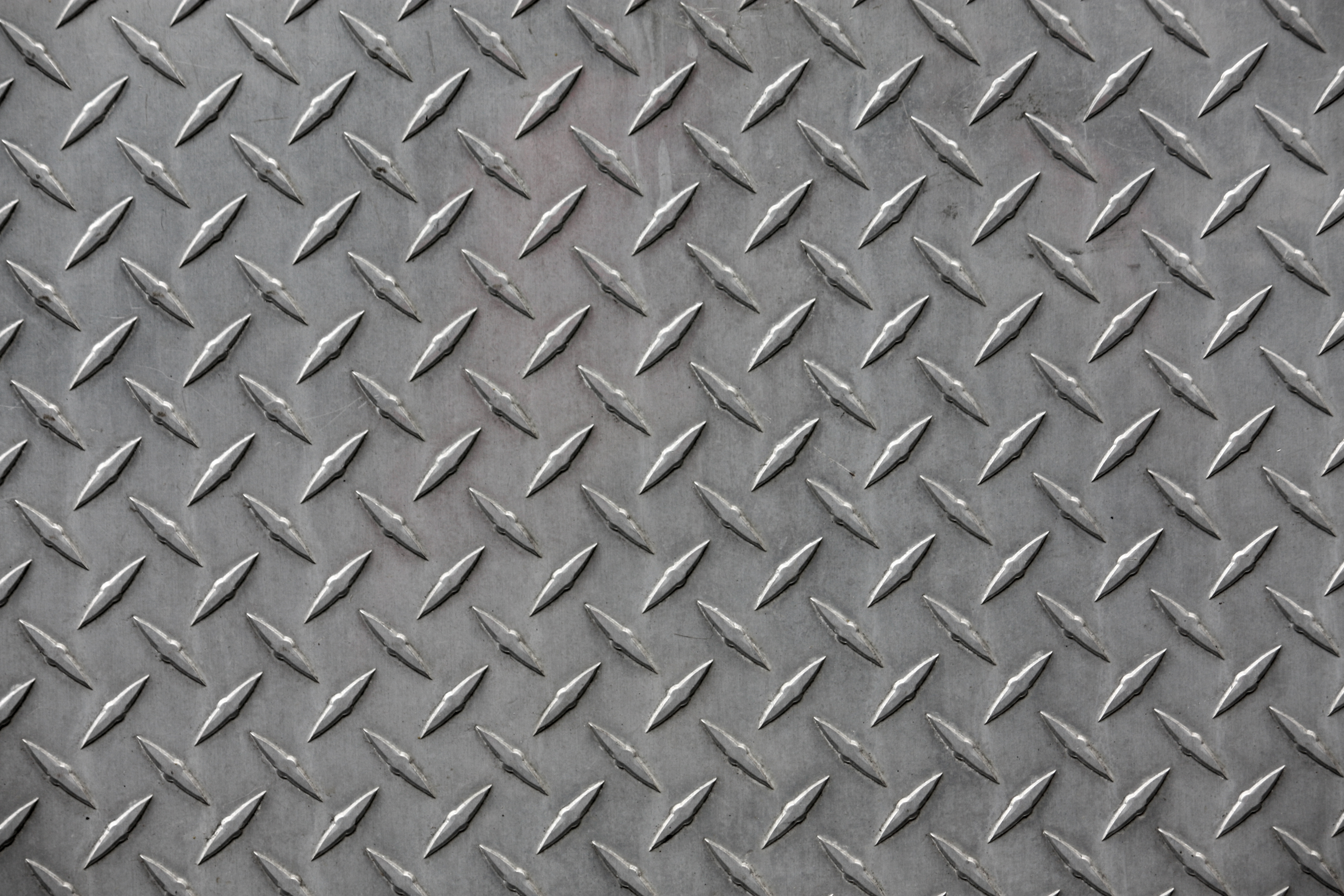
菱形花紋板

花纹板是上面有紋路或是線條可以防滑的金屬板，一般會用钢、不鏽鋼或铝製作。鋼質花紋板多半是熱轧制，不過現今也可能會用沖壓的方式製造。鋁質花紋板最常使用6061合金，也會使用5086-H34和3003-H231。
花紋板上的紋路有防滑功能，因此常用在樓梯、行人天橋、步道或是工業設計的斜坡裡，也常在救護車或是消防車裡，像卡車車廂和拖車地板也會使用此材質。也有些引擎蓋使用此材料，可協助進到車頂行李架，不會因站在車頂上而讓車受損。
有些花紋板也用來裝飾用，特別是高度拋光的鋁製花紋板。也有些塑膠的花紋板似類似互鎖方塊的方式銷售，用在車庫、拖車或是健身房的地板。

## References
1. ↑  Kissell, J. Randolph; Ferry, Robert L. . John Wiley & Sons. 2002-10-02. ISBN 978-0-471-27554-1 （英语）.